# Þagað í Hel
Þagað í Hel fue el primer álbum lanzado por la banda islandesa Þeyr en diciembre de 1980 a través de la discográfica SG-Hljómplötur.

Hacia finales de 1979 los integrantes de Þeyr se pusieron en contacto con Svavar Gestsson, el dueño de SG-Hljómplötur, presentándole algunas canciones de música disco. Svavar los envió al estudio Tóntækni y las sesiones comenzaron en enero de 1980 y concluyeron en febrero cuando la banda decidió tomar un descanso, el cual duró hasta septiembre, mes en el que concluyeron el álbum. Durante el prolongado descanso, Þeyr fue influenciado por la New Wave que era un éxito en Islandia. Por lo tanto, parte del disco grabado contenía un tipo de música totalmente a la inicial.

El álbum fue titulado Þagað í Hel, que significa Callado Hasta la Muerte y fue presentado a Svavar. Este, se sintió renuente a lanzar el disco debido a que no le gustaba la música ni tampoco el diseño de portada. Sin embargo, a su esposa sí le agradó y lo convenció para que editara el disco.
Fue así como Þagað í Hel salió al mercado en diciembre de 1980, pero su edición fue limitada ya que la impresión de vinilo fue defectuosa y sólo se hicieron unas 500 copias de baja calidad de sonido. Después del lanzamiento de Þagað í Hel, Þeyr ganó popularidad en Islandia gracias a los comentarios de la crítica y la banda sufrió cambios internos con la partida del guitarrista Jóhannes Helgason y la vocalista Elín Reynisdóttir.

Cerca de un año después, los estudios Tóntækni se incendiaron y los másteres y todas las grabaciones inéditas de Þeyr hasta el momento se perdieron para siempre.
La única canción que sobrevivió es “En...”, la cual fue incluida en Nælur, un compilado lanzado por la discográfica Spor en 1998. Þagað í Hel se encuentra actualmente fuera de disponibilidad y se ha convertido en un artículo de colección.

## Créditos

### Intérpretes
Miembros de la banda:

- Magnús Guðmundsson: vocalista, guitarra, teclados y sonidos adicionales.
- Elín Reynisdóttir: vocalista, corista y gritos.
- Hilmar Örn Agnarsson: bajo y teclados.
- Jóhannes Helgason: guitarra.
- Sigtryggur Baldursson: batería y percusión.

Colaboradores:

Vocalista: Eiríkur Hauksson.

Vocalista de fondo: Vilborg Reynisdóttir.

Guitarra: Þorsteinn Magnússon.

Trompa: Sigurður Long, Daði Einarsson y Eiríkur Örn Pálsson.

Arreglista de trompa: Eiríkur Örn Pálsson.

Lado 1:

1: Música: Magnús Guðmundsson. Letra: Hilmar Örn Hilmarsson.

2: Música: Hilmar Örn Agnarsson. Letra: Hilmar Örn Hilmarsson.

3: Música: Sveirrir Agnarsson. Letra: Hilmar Örn Hilmarsson. Guitarras: Þorsteinn Magnússon.

4: Música: Hilmar Örn Agnarsson. Letra: Guðni Rúnar Agnarsson.

Lado 2:

1: Música: Þeyr. Letra: Hilmar Örn Hilmarsson.

2: Música: Hilmar Örn Hilmarsson. Letra: Jóhann Sigurjónsson y Skuggi Þýddi. Guitarras: Þorsteinn Magnússon.

3: Música: Sveirrir Agnarsson. Letra: Skuggi Þýddi. Vocalista: Eiríkur Hauksson.

4: Música: Þeyr. Letra: Hilmar Örn Hilmarsson. Guitarras: Þorsteinn Magnússon.

### Personal
Grabación: Sigurður Árnason.

Producción: Hilmar Örn Agnarsson.

Fotografía: Gunnar Vilhelmsson.

Diseño de álbum: Kristján Einvarður Karlsson.

Agradecimiento: Kristján Einvarður Karlsson, por su colaboración en el desarrollo de las canciones.